# Oxford (miasto w stanie Maine)
Oxford – miasto w Stanach Zjednoczonych, w stanie Maine, w hrabstwie Oxford.